# عرفان قاسم خانی
الگو:صفحه پژوهشگر
الگو:زیباسازی
عرفان قاسم خانی (زاده ۶ دی ۱۳۶۹ در تهران) پژوهشگر و مهندس صنایع ایرانی است که در حوزه‌های سیستم‌های فازی، بهینه‌سازی و مهندسی صنایع فعالیت می‌کند.

## زندگی و تحصیلات
عرفان قاسم خانی در سال ۱۳۶۹ در تهران متولد شد. وی تحصیلات دانشگاهی خود را در رشته مهندسی صنایع در دانشگاه آزاد اسلامی واحد قزوین به پایان رساند. همزمان با تحصیل در مهندسی، به مطالعات اسلامی در دانشگاه شهید بهشتی پرداخت.

## فعالیت‌های حرفه‌ای

### تجربیات شغلی
- کارشناس عملیات در شرکت گلف اجنسی (۱۴۰۳-اکنون)
- کارشناس امور مالی در شرکت گلف (۱۴۰۳-۱۴۰۲)
- مدیر بازاریابی دیجیتال در شرکت شهرستانی (۱۴۰۲-۱۳۹۸)
- کارشناس بازرگانی در شرکت آرداران (۱۳۹۸-۱۳۹۴)

### مسئولیت‌های اجرایی
- رئیس هیئت مدیره موسسه مهد پژوهش ره بویان حقیقت
- دبیر کنفرانس بین‌المللی هنر معماری و کاربردها

## پژوهش‌ها و آثار علمی

### مقالات منتشر شده
۱. قاسم خانی، عرفان؛ بیگی، مصطفی علی؛ حجاری، طاهره (۲۰۲۳). «A New Index For Fuzzy Distance Measure». Applied Mathematics & Information Sciences. Natural Sciences Publishing. ۱۷ (۳): ۴۵-۵۲. doi:10.18576/amis/170305. شاپا 1935-0090.
۲. .

### پژوهش‌های در دست انجام
- توسعه مدل‌های ترکیبی فازی-عصبی برای پیش‌بینی بازارهای مالی
- کاربرد سیستم‌های فازی در بهینه‌سازی مصرف انرژی صنایع

## ویژگی‌های شخصیتی
بر اساس آزمون‌های معتبر روان‌سنجی:
- تیپ شخصیتی MBTI: ENTJ (فرمانده)
- مدل پنج عاملی شخصیت:

```
 - وظیفه‌شناسی: بسیار بالا
 - گشودگی به تجربه: بالا
 - برون‌گرایی: متوسط به بالا
```

## جوایز و افتخارات
- پژوهشگر برتر دانشگاه آزاد قزوین (۱۳۹۲)
- طرح برگزیده در کنفرانس سیستم‌های فازی ایران (۱۳۹۱)

## عضویت‌ها
- انجمن سیستم‌های فازی ایران
- انجمن مهندسی صنایع ایران
- گروه سینمایی الدويا

## زندگی شخصی
عرفان قاسم خانی هم‌اکنون  به فعالیت‌های پژوهشی و حرفه‌ای خود ادامه می‌دهد. وی علاوه بر فعالیت‌های علمی، به مطالعات اسلامی و فلسفی نیز علاقه‌مند است.